# Kam (molenwiel)

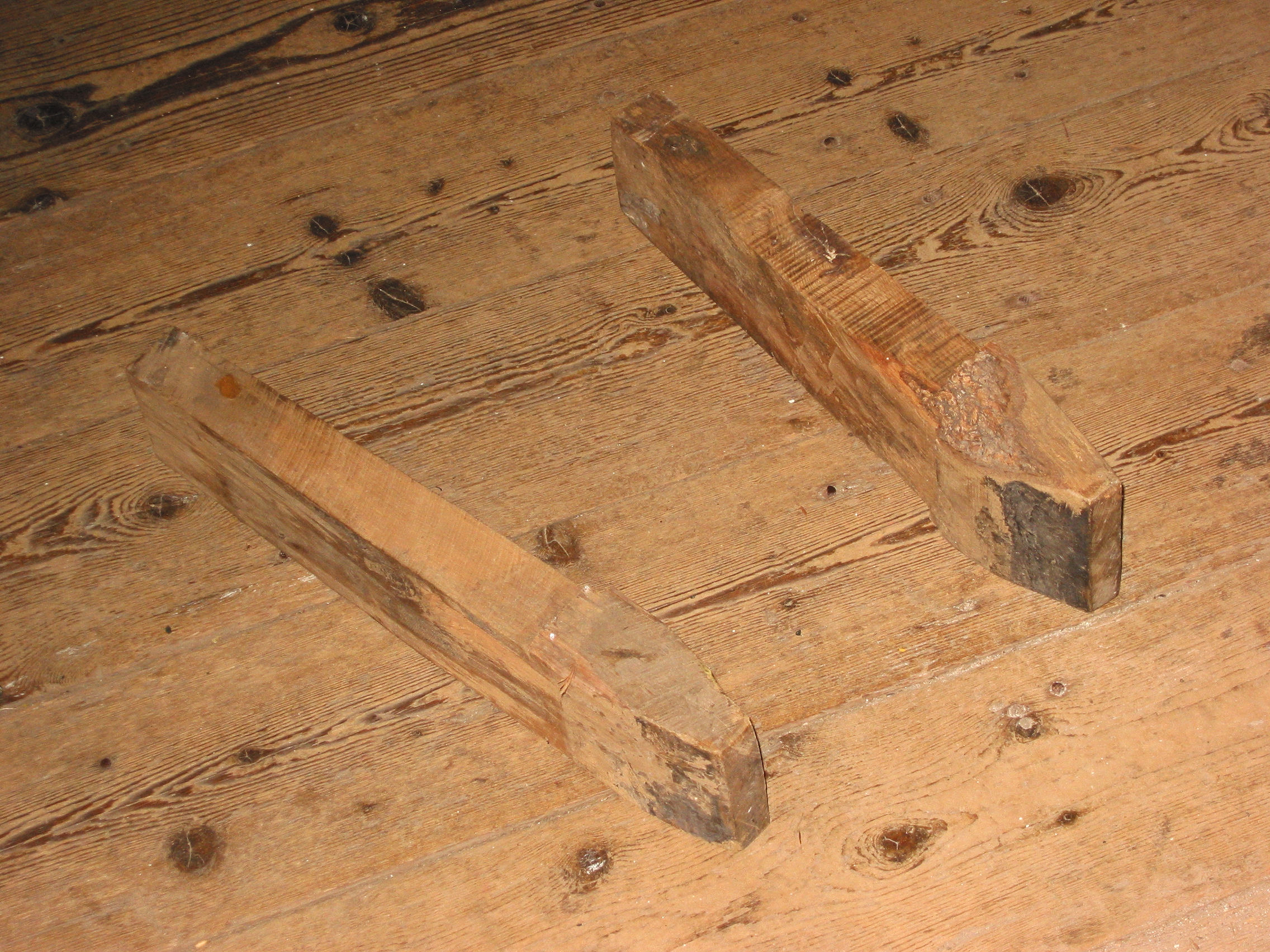
Kammen van een spoorwiel

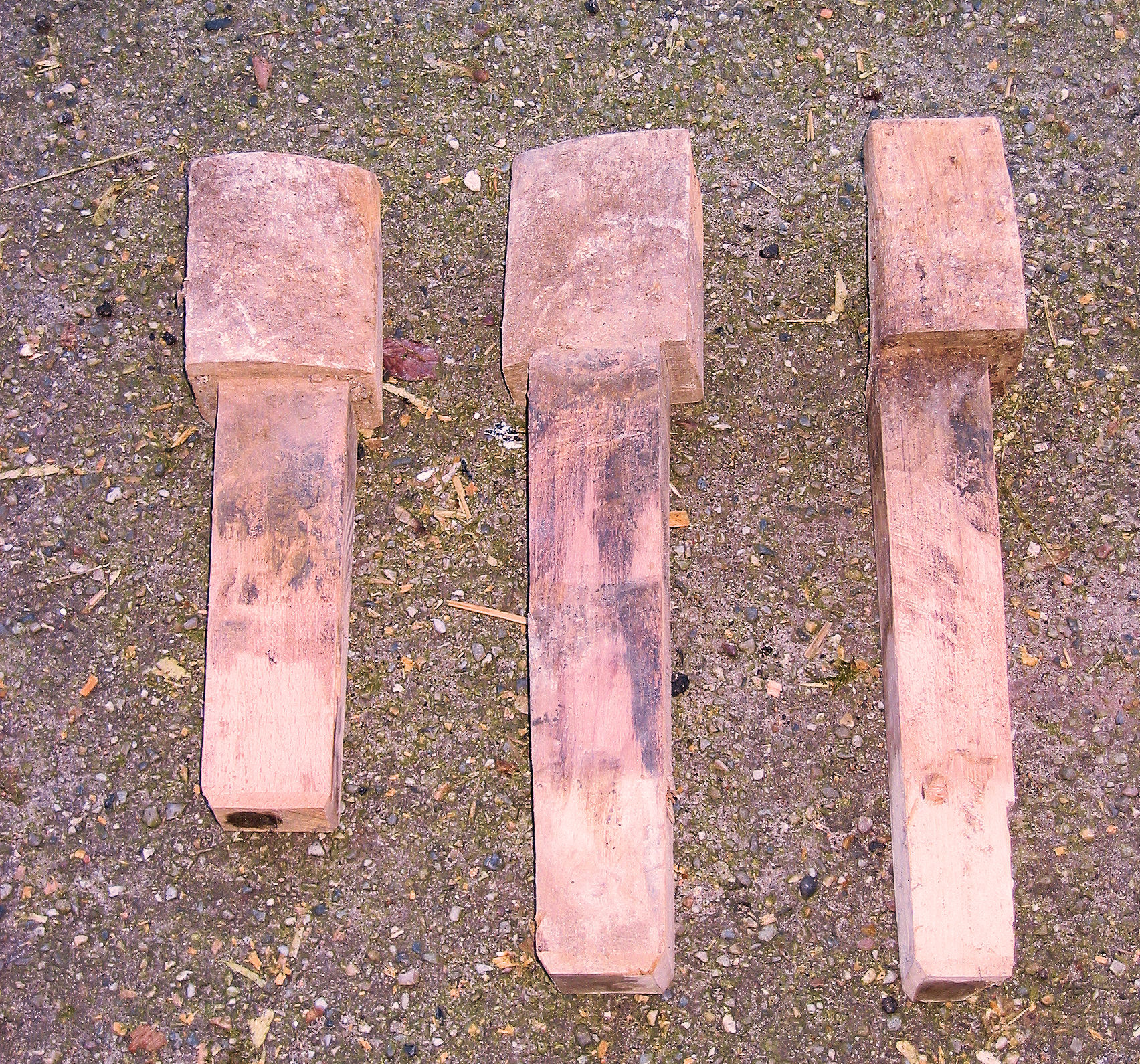
Kammen van een bonkelaar. De kam met de korte staart zit bij de kruisarm

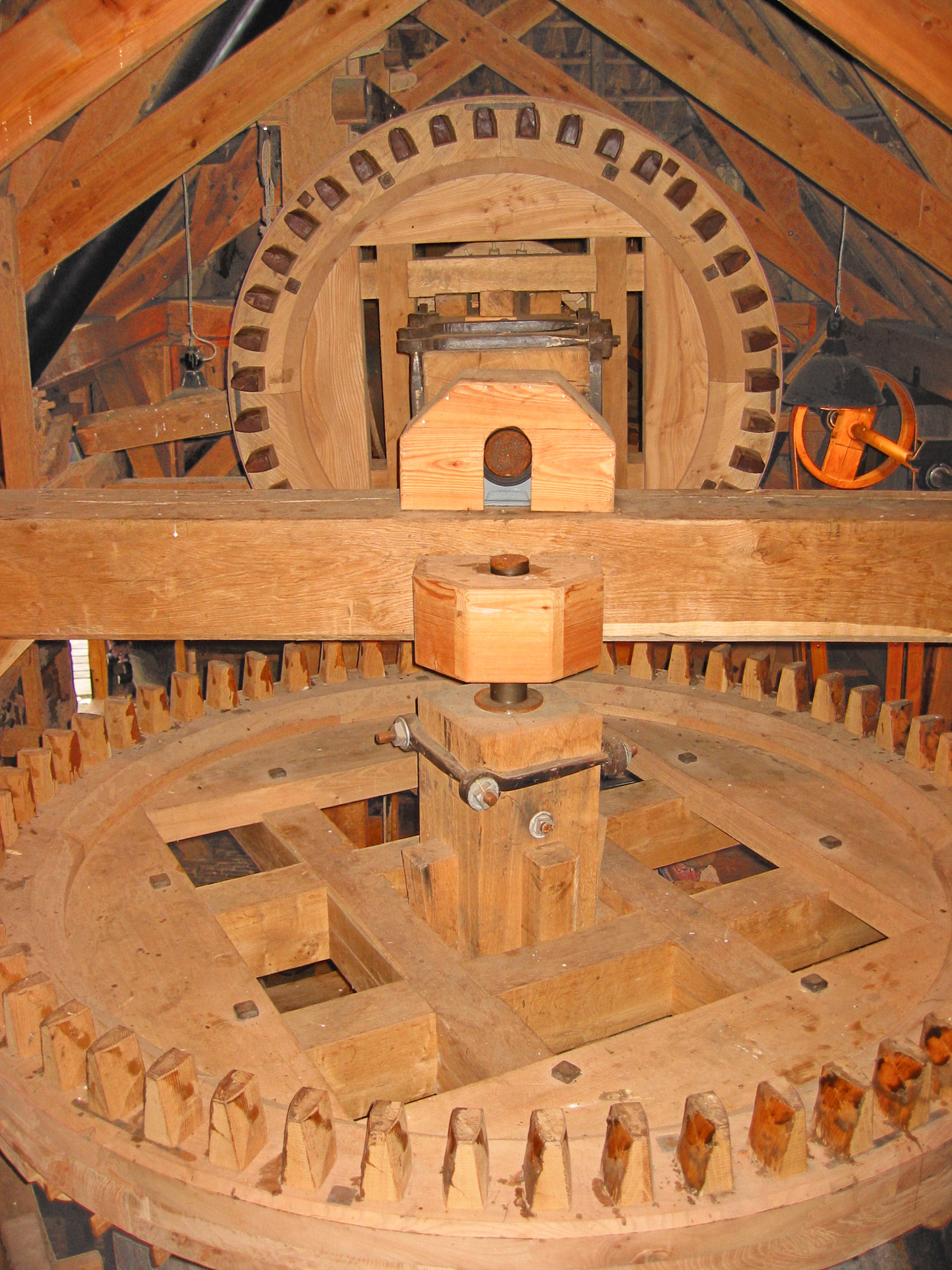
Haakse aandrijving onder een hoek van 90° van steenwiel door aswiel van Collse Watermolen. Kammen zijn aan weerskanten naar boven toe schuin afgewerkt.

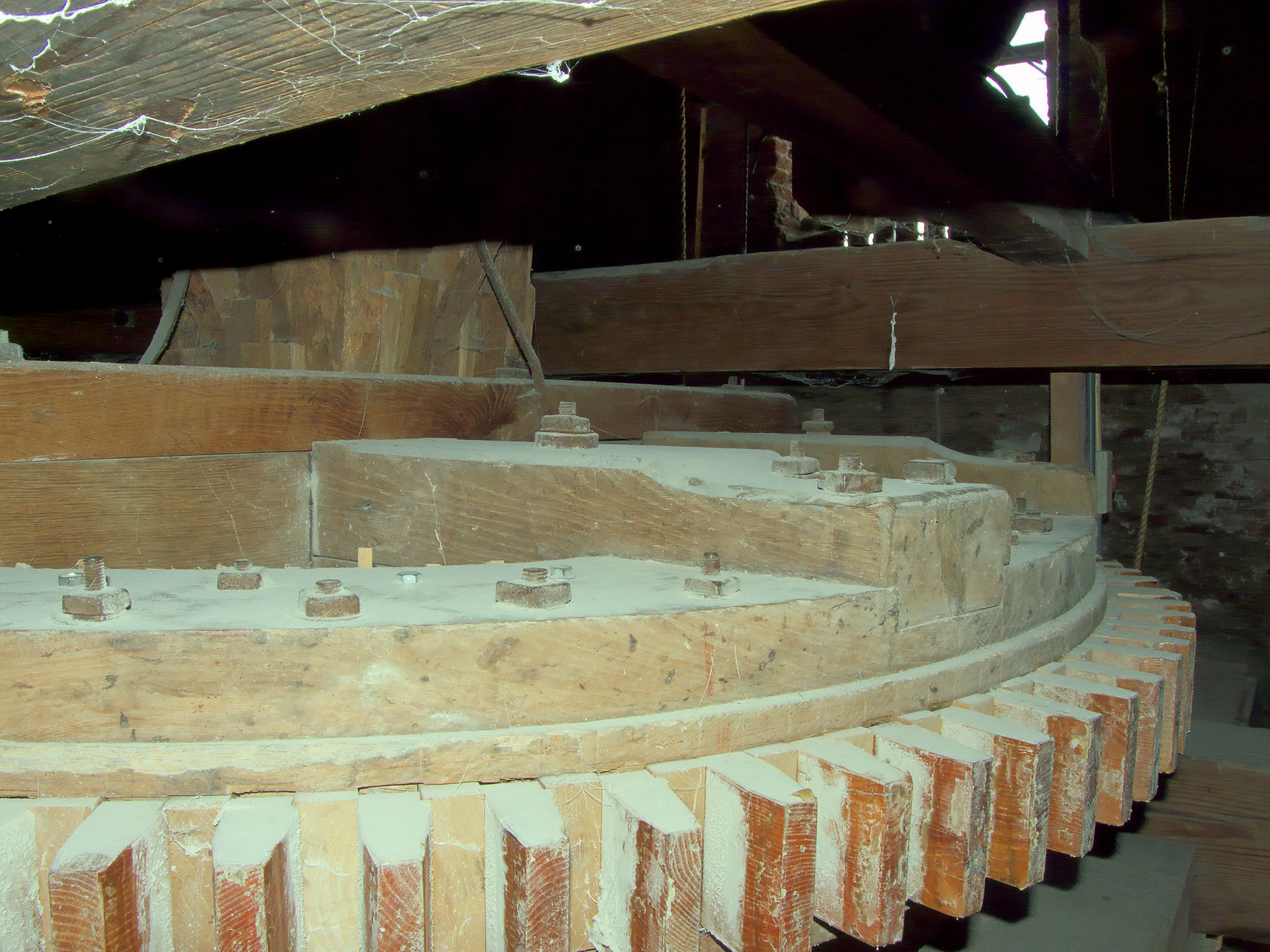
Kamvorm spoorwiel met in elkaars verlengde aandrijving. Kamvorm over de hele breedte hetzelfde en de top niet afgerond.

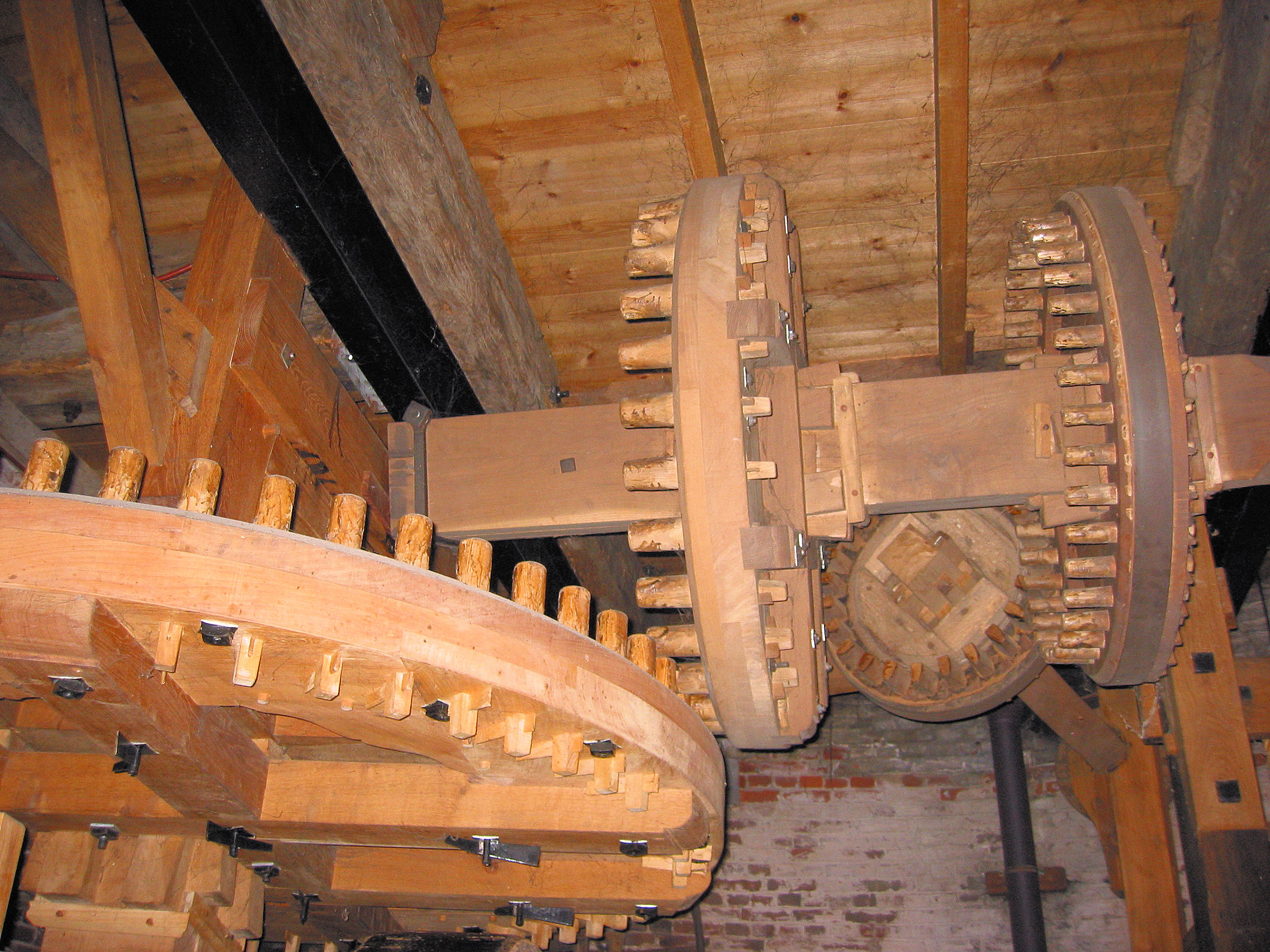
Dollenwielen van de Holten's Molen

Een kam is een langwerpig blokhout met een kop en een taps toelopende staart en is te vergelijken met de tanden van een tandwiel. De platte zijde van de kop van de kam wordt de koon (wang) genoemd. Kammen kunnen zowel in een houten als een gietijzeren wiel voorkomen. De kammen worden door een gat in de staart geborgd tegen het uitvallen met een kamnagel of borgspijker. Een kamnagel wordt vaak ook weer geborgd met een spijkertje. De kammen op de plaats van de kruisarmen van het wiel worden echter aan de voorzijde geborgd, omdat aan de achterzijde geen plaats is. Aan de achterzijde van de kruisarm zit op de plaats van de kam een rond gat, waardoor de kam bij reparatie met een pen uit het wiel geslagen kan worden. Er moet regelmatig gecontroleerd worden op loszittende kammen. Een kam wordt vastgezet door de kamnagel of borgspijker aan te slaan. Soms is dit niet meer mogelijk en moet er eerst zeildoek om de staart gelegd worden, aan beide zijden als er voldoende ruimte is of anders  aan één zijde. Bij het aanbrengen aan één zijde moet dit aan de werkzijde (de zijde die tegen de andere kam of staaf drukt) gebeuren.
Ronde kammen worden dollen genoemd en worden meestal gebruikt bij kleine wielen voor licht werk.
De afstand hart tot hart tussen twee kammen heet de steek en kan variëren tussen 6 en 16 cm afhankelijk van de wielgrootte. Bij bovenwielen varieert de steek in het algemeen tussen 12 en 14 cm en bij het spoorwiel van een korenmolen is deze ongeveer 10 cm.
Door middel van de kammen kan een wiel een ander wiel aandrijven. Zo drijft het bovenwiel de bonkelaar aan. Ook kan een wiel met kammen een rondsel of schijfloop aandrijven, waarbij de kammen tussen de staven gestoken worden. De aantallen kammen van beide wielen mogen niet door dezelfde priemen deelbaar zijn, omdat anders steeds dezelfde kammen elkaar raken en er zo ongelijkmatige slijtage kan optreden. Bij een bovenwiel met 59 kammen en een bovenbonkelaar met 36 kammen komen pas na 59 × 36 = 2124 omwentelingen dezelfde kammen weer tegen elkaar.
Er zijn kammen voor een:
- haakse aandrijving onder een hoek van 90°,
- haakse aandrijving onder een stompe hoek,
- halfhaakse aandrijving,
- in elkaars verlengde aandrijving (conische wielen) en
- blokkering.

Bij de haakse aandrijving komen beide kammen haaks tegen elkaar en bij een halfhaakse aandrijving steekt de ene kam zich in het verlengde op de haaks staande andere kam.
Doordat het bovenwiel schuin onder een hoek van ongeveer 17° staat wordt de bonkelaar niet zuiver haaks aangedreven. Het profiel van de kammen in een niet-conisch bovenwiel, dus met een haakse aandrijving, hebben een evolvente vertanding.

## Pal
Bij een pal zijn de kammen aan de bovenkant recht, waardoor ze bij een instaande pal het achteruit draaien van het bovenwiel voorkomen. De onderkant is afgeschuind, waardoor bij een instaande pal het bovenwiel wel vooruit kan draaien, zij het met een ratelend geluid.

## Houtsoorten
Kammen worden gemaakt van o.a. azijnhout, acaciahout, groenhart, bolletrie, palmhout, steenbeuk. Ook beukenhout werd wel gebruikt, maar dit wordt gemakkelijk door houtworm aangetast. De in elkaar grijpende kammen mogen niet van dezelfde houtsoort zijn, omdat dit anders veel slijtage geeft. Goede combinaties van houtsoorten zijn o.a. azijnhout met palmhout, steenbeuk met acacia of groenhart met bolletrie.

## Afstelling

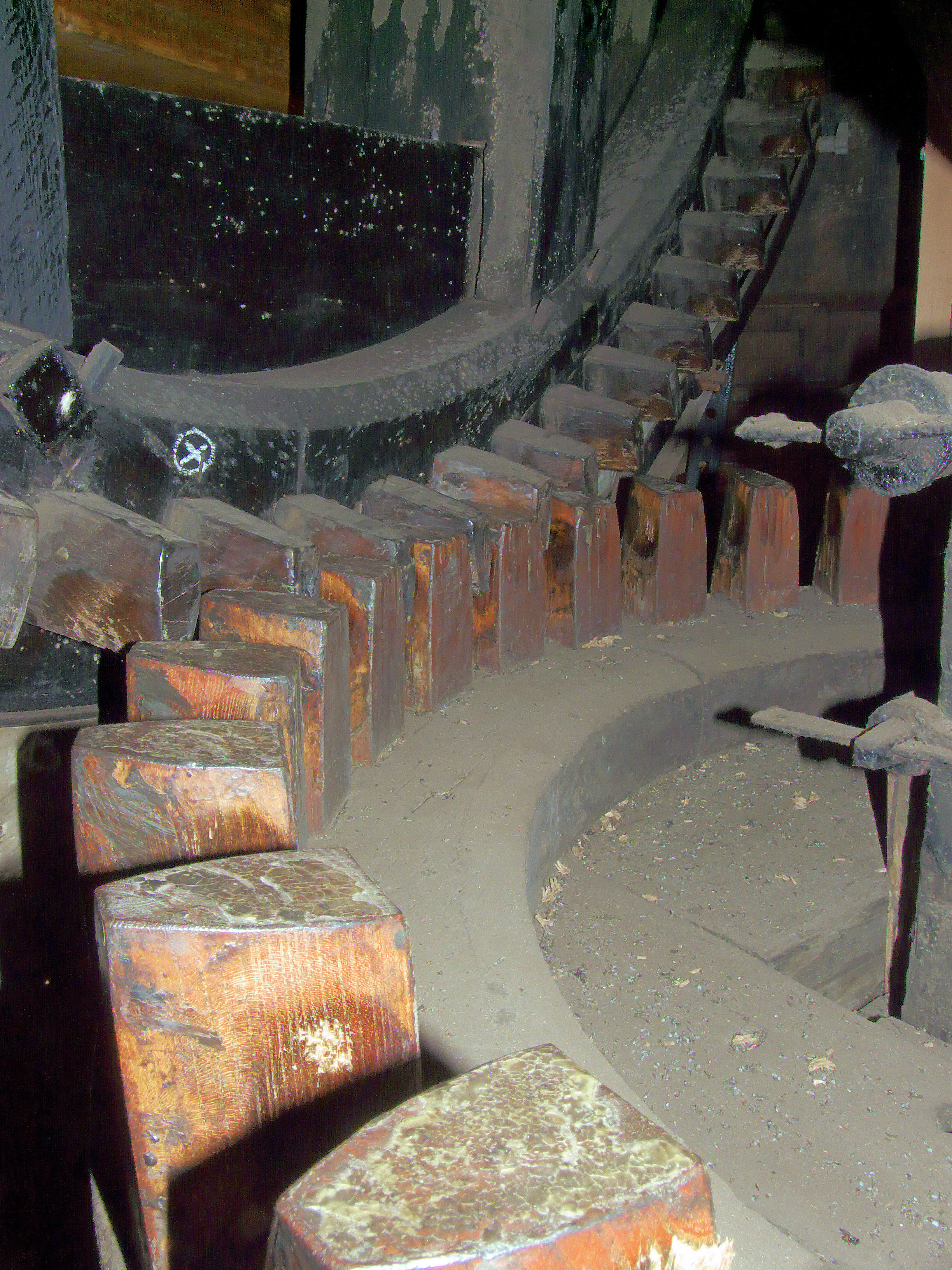
Kammen van de bonkelaar zitten te laag tussen die van het bovenwiel en de kammen van het bovenwiel zitten niet ver genoeg tussen die van de bonkelaar.

Om overmatige slijtage te voorkomen moeten de kammen of de kam en staaf op de juiste wijze in elkaar grijpen. Is dit niet het geval dan komt er vlees (rafelige randen) op de kammen en staven.
Bij een juiste afstelling:
- staan de hartlijnen van de twee wielen in lijn,
- staan de twee wielen niet te diep in het werk en
- raken de kammen niet het boven- of onderblad van het rondsel.
- staat bij een haakse aandrijving de bovenzijde van de kamkop gelijk met de achterzijde van de aangedreven kam.
- grijpen bij een in elkaars verlengde aandrijving de kamkoppen voor driekwart in elkaar.
- staat bij wiel en rondsel aandrijving de kam gelijk met de achterkant van de staaf.

## Onderhoud
Kammen worden enkele malen per jaar met bijenwas behandeld, het zogenaamd wassen van de kammen.

## Fotogalerij
|  |  |  |
|  |  |  |
|  |  |  |
|  |  |  |
|  |  |  |